# Kosovarische Fußballnationalmannschaft
Die kosovarische Fußballnationalmannschaft (albanisch Kombëtarja futbollit të Kosovës, serbisch Фудбалска репрезентација Косова Fudbalska reprezentacija Kosova) ist die Auswahlmannschaft der Federata e Futbollit e Kosovës (FFK) und repräsentiert den Kosovo in internationalen Vergleichen im Fußball. Der FFK wurde am 3. Mai 2016 als 55. Mitglied in die UEFA aufgenommen. Die Aufnahme als 210. Mitglied der FIFA erfolgte am 13. Mai 2016. Der Kosovo konnte sich bisher noch nie für eine Welt- oder Europameisterschaft qualifizieren.

## Teilnahme Kosovos an Fußball-Weltmeisterschaften
- 1930 bis 2006 – war Teil von Jugoslawien bzw. Serbien & Montenegro
- 2010 bis 2014 – war kein FIFA-Mitglied
- 2018 bis 2022 – nicht qualifiziert

## Teilnahme Kosovos an Fußball-Europameisterschaften
- 1960 bis 2004 – war Teil von Jugoslawien
- 2008 bis 2012 – war kein UEFA-Mitglied
- 2016 – nicht teilgenommen
- 2021 – nicht qualifiziert, über die Nations League für die Play-offs qualifiziert, wo die Mannschaft im Halbfinale an Nordmazedonien scheiterte.
- 2024 – nicht qualifiziert

## UEFA Nations League
- 2018/19: Liga D, 1. Platz mit 4 Siegen und 2 Remis
- 2020/21: Liga C, 3. Platz mit 1 Sieg, 2 Remis und 3 Niederlagen
- 2022/23: Liga C, 2. Platz mit 3 Siegen und 3 Niederlagen
- 2024/25: Liga C, 2. Platz mit 4 Siegen und 2 Niederlagen, Relegation um den Aufstieg in Liga B gegen Island gewonnen

## Geschichte

### Gründung und erste inoffizielle Testspiele
Die Mannschaft gründete sich nach dem Zerfall Jugoslawiens und trug zwischen 1993 und 2010 sieben inoffizielle Testspiele aus. In den Spielen kamen überwiegend Spieler kosovo-albanischer Abstammung zum Einsatz, die sonst für andere Fußballverbände spielberechtigt waren.

### Auf dem Weg zum UEFA- und FIFA-Mitglied
Am 21. Mai 2012 beschloss das FIFA-Exekutivkomitee, der kosovarischen Fußballauswahl die Austragung von Freundschaftsspielen gegen andere Nationalmannschaften zu gestatten. Dieser Beschluss stieß auf heftigen Widerspruch des serbischen Fußballverbandes, aber auch der UEFA, da er ohne Absprache mit dieser gefasst worden war. Am 17. Juli 2012 beschloss daraufhin das FIFA-Exekutivkomitee, die Debatte über die Modalitäten der Umsetzung des Beschlusses vom Mai auf September 2012 zu vertagen. Auch zu diesem Zeitpunkt wurde keine Entscheidung getroffen, im Dezember dann aber vom Exekutivkomitee beschlossen, dass kosovarische Vereine und alle Auswahlen, außer die A-Nationalmannschaft der Männer, Freundschaftsspiele gegen andere FIFA-Mitglieder bestreiten dürfen.
Am 13. Januar 2014 erlaubte ein Dringlichkeitskomitee der FIFA kosovarischen Vereinen und Verbandsmannschaften, internationale Freundschaftsspiele gegen FIFA-Mitgliedsverbände zu bestreiten. Das Hissen der Nationalflagge, die Nationalhymne sowie Trikots mit dem Nationalabzeichen waren allerdings untersagt. Das erste dieser erlaubten Freundschaftsspiele gegen ein FIFA-Mitglied fand am 5. März 2014 in Mitrovica gegen Haiti statt. Das Spiel endete vor rund 17.000 Zuschauern im Adem-Jashari-Stadion 0:0. Das Spiel wurde von den Medien als historisch bezeichnet.
Die UEFA entschied am 3. Mai 2016 in Budapest, Kosovo offiziell als 55. Mitglied aufzunehmen. Die Aufnahme als 210. Mitglied der FIFA erfolgte am 13. Mai 2016.
Das erste offizielle Länderspiel als FIFA-Mitglied wurde am 3. Juni 2016 im Frankfurter Volksbank Stadion im Rahmen eines Testspiels mit 2:0 gegen die Färöer gewonnen. Am 14. Juli 2016 wurde die Mannschaft erstmals in der FIFA-Weltrangliste gelistet; sie stieg auf Rang 190 ein.
Am 10. September 2018 gewann der Kosovo im neu saniertem Fadil-Vokrri-Stadion in Pristina mit einem 2:0-Sieg über die Färöer im Rahmen der UEFA Nations League 2018/19 sein erstes Pflichtspiel.

## Rekordspieler
(Stand: 23. März 2025)
| Einsätze | Einsätze            | Einsätze | Einsätze |
| Spiele   | Spieler             | Zeitraum | Tore     |
| -------- | ------------------- | -------- | -------- |
| 0064     | Amir Rrahmani       | 2014–    | 07       |
| 63       | Mërgim Vojvoda      | 2017–    | 02       |
| 0061     | Milot Rashica       | 2016–    | 12       |
| 60       | Vedat Muriqi        | 2016–    | 31       |
| 0060     | Fidan Aliti         | 2017–    | 01       |
| 49       | Valon Berisha       | 2016–    | 04       |
| 43       | Arijanet Muriqi     | 2018–    | 0        |
| 42       | Edon Zhegrova       | 2018–    | 04       |
| 38       | Bersant Celina      | 2014–    | 02       |
| 37       | Florent Hadergjonaj | 2019–    | 01       |
| 0036     | Samir Ujkani        | 2014–    | 0        |
| 35       | Leart Paqarada      | 2014–    | 01       |
| 34       | Besar Halimi        | 2015–    | 03       |
| 33       | Arbër Zeneli        | 2016–    | 09       |
| 30       | Hekuran Kryeziu     | 2015–    | 0        |
| 30       | Florent Muslija     | 2019–    | 01       |
| 29       | Elbasan Rashani     | 2015–    | 05       |
| 27       | Bernard Berisha     | 2015–    | 05       |
| 0027     | Herolind Shala      | 2016–    | 01       |
| 26       | Zymer Bytyqi        | 2014–    | 01       |
| 25       | Ibrahim Dreshaj     | 2019–    | 0        |
| 24       | Benjamin Kololli    | 2016–    | 04       |
| 24       | Florian Loshaj      | 2020–    | 0        |

| Tore | Tore             | Tore      | Tore   |
| Tore | Spieler          | Zeitraum  | Spiele |
| ---- | ---------------- | --------- | ------ |
| 31   | Vedat Muriqi     | 2016–     | 60     |
| 12   | Milot Rashica    | 2016–     | 0061   |
| 9    | Arbër Zeneli     | 2016–     | 33     |
| 7    | Amir Rrahmani    | 2014–     | 0064   |
| 5    | Elbasan Rashani  | 2015–     | 29     |
| 5    | Edon Zhegrova    | 2018–     | 42     |
| 4    | Benjamin Kololli | 2016–     | 24     |
| 4    | Valon Berisha    | 2016–     | 0049   |
| 3    | Albert Bunjaku   | 2014–2016 | 0006   |
| 3    | Atdhe Nuhiu      | 2017–     | 19     |
| 3    | Besar Halimi     | 2015–     | 34     |
| 2    | 8 Spieler        |           |        |
| 1    | 19 Spieler       |           |        |

Quelle: eu-football.info

## Nationaltrainer

### Aktueller Trainerstab
| Position           | Name            |
| ------------------ | --------------- |
| Trainer            | Franco Foda     |
| Assistenztrainer   |                 |
| Afrim Tovërlani    |                 |
| Arbnor Morina      |                 |
| Fitnesstrainer     | Thomas Richard  |
| Torwarttrainer     | Ahmet Beselica  |
| Physiotherapeut    |                 |
| Ismet Shalaj       |                 |
| Zheralldin Durguti |                 |
| Arzt               | Murat Berisha   |
| Gerätemanager      | Sahit Salihi    |
| Teamleiter         | Bajram Shala    |
| Sportdirektor      | Muharrem Sahiti |
| Sportdirektor      | Samir Ujkani    |

### Trainer
| Von  | Bis  | Name                   | Spiele | Jahre |
| ---- | ---- | ---------------------- | ------ | ----- |
| 2006 | 2009 | Edmond Rugova          | 1      | 3     |
| 2009 | 2017 | Albert Bunjaki         | 18     | 8     |
| 2018 | 2021 | Bernard Challandes (a) | 40     | 3     |
| 2021 | 2021 | Primož Gliha (interim) | 2      |       |
| 2022 | 2023 | Alain Giresse          | 14     | 1     |
| 2023 | 2024 | Primož Gliha           | 6      | 1     |
| 2024 |      | Franco Foda            | 11     | 1     |